# Eupithecia pfeifferata
Eupithecia pfeifferata là một loài bướm đêm trong họ Geometridae.